# Franciszek Sendra Ivars
Francisco Sendra Ivars (ur. 23 kwietnia 1899 w Benissie, zm. 4 września 1936 w Teuladzie) – hiszpański błogosławiony Kościoła katolickiego.

## Życiorys
Pochodził z religijnej rodziny. Ukończył studia teologiczne w Kolegium, a w 1924 roku otrzymał święcenia kapłańskie. W czasie wojny domowej w Hiszpanii chronił się razem z matką w rodzinnym mieście. W dniu 4 września 1936 roku został zatrzymany przez milicjantów i poszedł razem z nimi. Został zastrzelony, gdy miał 37 lat.
Został beatyfikowany w grupie Józef Aparicio Sanz i 232 towarzyszy przez papieża Jana Pawła II w dniu 11 marca 2001 roku.